# مهرجان فرسان الجودة
مهرجان فرسان الجودة هو احتفالية سنوية تقام في الرابع عشر من أكتوبر من كل عام وهو اليوم العالمي للجودة، ويقوم المهرجان سنويا بتكريم الشخصيات العامة التي اتسم آدائهم بالجودة في مختلف مجالات الحياة السياسية والثقافية والفنية والادبية وتمنحهم لقب فارس الجودة كل في مجاله وانطلقت دورة المهرجان الأولى في القاهرة عام 2003 واستمر بالقاهرة حتى عام 2010 وانتقل إلى دبي بالإمارات العربية المتحدة في دورته التاسعة عام 2011 ومنحت جائزة فارس الجودة لعشرات من مشاهير الشخصيات التي تميزت اعمالهم بالجودة في مختلف المجالات 
ومن أشهر الشخصيات التي منحها المهرجان وسام ولقب فارس الجودة:
- الشيخ منصور بن زايد آل نهيان
- ليلى علوي
- الفنان طلعت زكريا
- عمرو أديب
- المفتي علي جمعة
- السفير د. رشيد الحمد
- السفير محمد صبيح
- الوزير علي سالم الكعبي
- كابتن ذياب عوانه
- الفريق ضاحي خلفان
- أحمد المسلماني
- الوزير مفيد شهاب
- الكابتن ماجد العصيمي
- الدكتورة سميرة الغامدي
- الوزير محمد عبد الرحمن العويس
- التوأم الرياضي إبراهيم وحسام حسن
- وائل الإبراشي
- حسين الجسمي
- ديانا حداد
- محمود عبد العزيز
- حياة الفهد[1]

• احمد ابو هشيمة
• احمد عز
• سميرة سعيد
• محمد حماقي
وحوالى 150 شركة على مدار 11 عاما من الشركات المتميزة الحاصلة على الأيزو
ومهرجان فرسان الجودة هو المهرجان الوحيد الذي يمنح لقب فارس الجودة لكل مجال من مجالات الحياة المختلفة.